# Alpines Schulheim am Vigiljoch
Das Alpine Schulheim am Vigiljoch (ital. Scuola alpina di Monte San Vigilio) war eine Exilschule für jüdische Kinder aus Deutschland am Vigiljoch oberhalb von Lana in Südtirol. Gegründet wurde sie im November 1933 von den früheren Studienräten Marie Günther-Hendel (* 12. Mai 1893; † 11. August 1986), Ehefrau von Gotthard Günther, aus Berlin und Hellmut Schneider (1900–1985). Sie musste im Dezember 1938 aufgrund der italienischen Rassengesetze geschlossen werden.

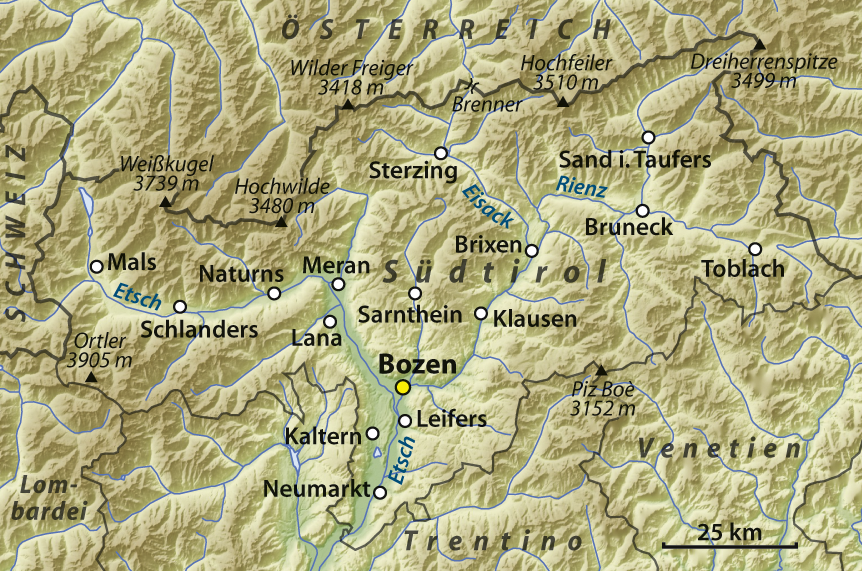
Übersichtskarte Südtirol

## Die Gründer der Schule
Über die beiden Gründer der Schule gibt es in der Literatur kaum Informationen. Hellmut Schneider (häufig auch Helmut Schneider) wird kurz von Michael Trede erwähnt. Wolfgang Wasow berichtet über ihn, er sei Mathematiklehrer und ein guter Pianospieler gewesen, zudem ein Cousin von Hanna Bergas (* 11. März 1900; † im Januar 1987). Der Historiker Klaus Voigt behauptet, Schneider stamme aus Quedlinburg. Weitere vage Hinweise zu den beiden Schulgründern macht Hermann Schnorbach in einem von ihm aktualisierten Aufsatz von Hildegard Feidel-Mertz:

„Während über Marie Günther-Hendel bisher nur ausfindig gemacht werden konnte, daß sie eine Studienrätin aus Berlin und mit dem nichtjüdischen Prof. Gotthard Günther verheiratet war, mit dem sie nach 1945 wieder in Hamburg zusammengelebt haben soll (Interview mit Eva Seligmann, 1993, Schulgeschichtliche Sammlung Bremen), haben Nachforschungen zu Hellmut Schneider etwas mehr ergeben. Er wurde als halbjüdischer Studienrat offenbar von seinem Quedlinburger Schulleiter eine Zeitlang protegiert, der auch später mit ihm in Verbindung blieb, nachdem Schneider in die USA weiter emigriert war.“

Insgesamt ist es jedoch eher so, dass über Marie Günther-Hendel (von Hanna Bergas Mieke genannt) mehr in Erfahrung zu bringen ist, als über Helmut Schneider. Doch bevor den verfügbaren Details über deren Leben nachgegangen wird, zunächst eine kurze Passage, die die Gemeinsamkeiten zwischen ihnen betont:

“I felt very much at home with Helmut and Mieke in their mountain paradise. The school had been founded at the same time as Bunce Court for the same reason and purpose, and was conducted in a kindred spirit. In fact, l had recommended the two people to each other, knowing that their fields of knowledge, gifts and talents would complement each other well. Their outlook in the world was related. Their choice of the Alpine surroundings reflected similarity in their feeling for nature but with stimulating different emphases. The fact that the country of enigration did not have a democratic government did not weigh so heavily in their selection as it would have in that of Anna Essinger. We all know how weighty indeed this difference of decision became in the course of political developments: under the pressure of Hitler in 1938, Mussolini‛s dictatorship adopted the racial laws, and the Schulheim Vigiljoch had to close down.”

„Bei Helmut und Mieke in ihrem Bergparadies fühlte ich mich sehr wohl. Die Schule war zur gleichen Zeit wie die Bunce Court School aus dem gleichen Grund und Zweck gegründet worden und wurde in einem verwandten Geist geführt. Tatsächlich hatte ich die beiden Leute einander empfohlen, weil ich wusste, dass ihre Wissensgebiete, Begabungen und Talente sich gut ergänzen würden. Ihre Sichten auf die Welt war verwandt. Ihre Wahl der alpinen Umgebung spiegelte Ähnlichkeit in ihrem Gefühl für die Natur wider, aber mit anregenden unterschiedlichen Schwerpunkten. Die Tatsache, dass das Land der Einwanderung keine demokratische Regierung hatte, wog bei ihrer Wahl nicht so schwer wie bei der von Anna Essinger. Wir alle wissen, wie bedeutsam diese Differenz in der Entscheidung im Laufe der politischen Entwicklungen geworden war: Unter dem Druck von Hitler nahm Mussolinis Diktatur im Jahre 1938 die Rassengesetze an, und das Schulheim Vigiljoch musste schliessen.“

### Marie Günther-Hendel
Mehr über Marie Günther-Hendel findet man meist im Zusammenhang mit ihrem berühmten Ehemann.
Bevor darauf näher eingegangen wird, zuvor der Blick auf die wichtigsten Lebensdaten von ihr, die sich aus einem Personalbogen in der Archivdatenbank der Bibliothek für Bildungsgeschichtliche Forschung in Berlin rekonstruieren lassen.

#### Herkunft und Ausbildung
Marie Günther (* 12. Mai 1893 in Eberswalde; † 11. August 1986) war die Tochter des jüdischen Kaufmanns Wolf Hendel. Sie legte am 20. Februar 1911 die Reifeprüfung ab.
Zwischen 1911 und 1917 studierte sie in Berlin, Freiburg, und Göttingen. Die wissenschaftliche Abschlussprüfung (das erste Staatsexamen) in Geschichte, Erdkunde, Englisch und einem weiteren Fach erfolgte am 3. Oktober 1919 in Göttingen. Bereits am 5. Februar 1919 war sie hier promoviert worden. Im Katalog der Deutschen Nationalbibliothek wird ihre philosophische Dissertation aus dem Jahre 1920 – vermutlich das Jahr der Drucklegung – aufgeführt: Beiträge zur Würdigung des preußischen Finanzministers C. A. v. Struensee. Ein weiterer Hinweis auf eine Arbeit von ihr stammt ebenfalls aus dem Jahr 1920: Die platonische Anamesis und Goethes Antizipation. Hierbei handelt es sich vermutlich um eine Veröffentlichung in der Zeitschrift Kant-Studien, die von der Kant-Gesellschaft herausgegeben worden ist.
Von 1920 an absolvierte Marie Hendel ihren Vorbereitungsdienst für das Lehramt an der „Staatlichen Augustaschule“ (Berlin) und ab 1921 an der Victoria-Luisen-Schule. Die pädagogische Prüfung, das 2. Staatsexamen, legte sie am 29. März 1922 in Wilmersdorf mit der Note „gut“ ab.
In den Folgejahren war sie an mehreren Schulen, darunter auch jenen, an denen sie schon ihr Referendariat abgeleistet hatte, als Studienassessorin tätig, bevor sie am 1. Oktober 1927 ihre erste feste Anstellung im höheren Schuldienst erhielt, womit zugleich die Ernennung zum Studienrat verbunden war.
Als letzten Eintrag vermerkt der Personalbogen den 1. Oktober 1929, den Tag ihrer Heirat.

#### Marie und Gotthard Günther
Mit ihrer Heirat findet Marie Günther fast nur noch Erwähnung im Zusammenhang mit den Publikationen von und über Gotthard Günther:
- „Seine Frau Marie Günther (geb. Hendel), die er 1929 geheiratet hatte, wird 1933 Opfer der Rassengesetze, d. h. als Jüdin erhält sie Berufsverbot. Sie emigriert nach Italien und bereitet von dort die Emigration der beiden nach Südafrika vor. Beide verlassen Europa 1938 und Günther bekommt eine Anstellung an der Universität Stellenbosch (Südafrika). 1940 verlassen die Günthers Südafrika und finden Zuflucht in den USA.“[9] In der dazugehörigen Anmerkung erweitern die Autoren den Blick auf Marie Günther-Hendel, widersprechen aber zugleich ihrer zuvor zitierten Aussage über die weitere Emigration: „Marie Günther hatte Germanistik und Philosophie studiert und ihr Studium mit einer Dissertation abgeschlossen. Sie beherrschte neben Alt-Griechisch und Latein auch eine Reihe sogenannter lebender Sprachen, d. h. neben Englisch und Französisch u.a, auch Italienisch. Das war die Voraussetzung für Marie Günther in Italien beruflich Fuß fassen zu können. Gotthard Günther selbst beherrschte zwar mehrere alte Sprachen wie Alt-Griechisch und Latein jedoch keine lebende Sprache, also weder Englisch, Französisch oder gar Italienisch. Daher musste Marie Günther seine in Deutsch verfasste (Philosophie) Vorlesung, die Günther in Stellenbosch (Südafrika) gehalten hat, für ihn erst ins Englische übersetzen. Da er seine Lehrveranstaltungen in Südafrika auch in Afrikaans hätte halten müssen, und er für seine philosophischen Arbeiten dort kaum eine Entwicklungsmöglichkeit sah, ist er 1940 in die USA gereist. Seine Frau, Marie Günther, konnte ihm erst einige Jahre später folgen, da es aufgrund des 2. Weltkrieges nach 1940 für sie keine Schiffspassage von Südafrika in die USA mehr gab. Günther selbst hatte wohl eine der letzten Möglichkeiten erwischt, noch 1940 in die USA zu reisen.“
- Auf eine wichtige Komponente macht Joachim Castella aufmerksam, wenn er auf die Nähe der Günthers zur Jugendbewegung verweist, dann aber feststellt: „Der Jugendbewegung wesentlich näher steht Marie Günther, die dem 'Ruf zur Tat' Folge leistet und im italienischen Exil ihre Privatschule in diesem Geiste aufbaut.“[10]
- Wolfgang Wasow schreibt, dass auch Gotthard Günther unter anderem Sport („Geräteturnen“) an der Schule unterrichtet habe und dort auch die über achtzigjährige Mutter von Marie Günther-Hendel, „Mutter Hendel“, gelebt habe.[11] Das war 1937, nachdem auch Gotthard Günther Deutschland verlassen hatte. Er hatte aber seine Frau auch schon vorher regelmäßig besucht, worauf Helmut Schelsky aufmerksam machte: „Frau Günther war, nachdem sie Deutschland verlassen mußte, in einem kleinen Ort in Italien (Südtirol) als Volksschullehrerin für jüdische Kinder tätig, die ebenfalls emigrieren mußten. Der Ort heißt VIGILJOCH. Gotthard Günther hat sie dort per Motorrad regelmäßig besucht.“[12]
- Warum 1937 für die Günthers ausgerechnet Südafrika als nächstes Etappenziel für ihre Emigration in Frage kam, ist wiederum bei Hanna Bergas nachzulesen: „Mieke und ihre Mutter, die Mitte der achtziger Jahre alt war, schlossen sich Miekes Schwester und ihrer Familie in Südafrika an.“[13] Nach Goldammer & Paul (siehe oben) war es Marie Günther-Hendel, die diese Emigration vorangetrieben hat.[9]
- Obwohl immer wieder darauf verwiesen wird, dass beide Günthers 1940 von Südafrika aus in die USA weitergereist seien, spricht vieles für die schon erwähnte Einschätzung von Goldammer & Paul, dass Marie Günther-Hendel erst Jahre später ihrem Mann folgen konnte. Einstimmigkeit herrscht aber darüber, dass beide 1948 amerikanische Staatsbürger geworden sind. Hermann Schnorbach oben zitierte Aussage, dass beide nach 1945 in Hamburg zusammengelebt hätten, kann als widerlegt betrachtet gelten.
Es gab aber offenbar doch Überlegungen, wieder nach Deutschland zurückzukehren, zumindest in der Zeit vor der Einbürgerung. Im Geheimen Staatsarchiv Preußischer Kulturbesitz befindet sich ein Brief Marie Günther-Hendels an Adolf Grimme aus dem Jahre 1946, in dem diese um die Berufung ihres Ehemannes Gotthard Günther an eine deutsche Universität bittet. Dem Brief beigefügt sind amerikanische Referenzen aus dem Jahr 1944. Laut Archiv kam der Brief noch aus Kapstadt (Südafrika), was ein weiteres Mal belegt, dass die Günthers 1940 nicht gemeinsam in die USA einreisen konnten.[14]
- Dass die von Schelsky (siehe oben) zur „Volksschullehrerin für jüdische Kinder“ degradierte Studienrätin und promovierte Philosophin Marie Günther-Hendel eine ihrem Mann intellektuell ebenbürtige Weggefährtin gewesen ist, macht dieser 1978 in einem Vorwort zu einer Veröffentlichung selber deutlich: „Und last, by no means least, muß trotz ihrer Proteste gegen eine Zitierung die Frau des Autors Dr. Marie Günther-Hendel erwähnt werden. Auf Grund eigener fachlicher Ausbildung war sie in der Lage, durch sachgemäße Kritik die Arbeiten des Autors zu fördern und ihn mehr als einmal dazu zu bewegen, Textabschnitte, in die er verliebt war, die aber einer strengen Beurteilung nicht standhielten, wieder zu streichen.“[15] Joachim Castella knüpft an dieses Zitat an: „Wer Anekdoten liebt, dem sei nicht vorenthalten, daß Marie Günther und Karola Bloch mit gemeinsamen Wäschereiarbeiten zunächst die ökonomische Basis aufrechterhalten, auf der die Ehemänner ihre grundverschiedenen Philosopheme errichten können. Neben der ökonomischen gilt für die textuelle Aufbauarbeit Günthers in modifizierter Form die Einsicht Kittlers, daß ‚Textverarbeitung heute […] das Geschäft von Paaren [ist], die miteinander schreiben, statt miteinander zu schlafen.‘ (Kittler: Grammophon – Film – Typewriter. S. 310) Modifiziert, wenn Marie Günther mehr ist, als das spracherkennende Schreib-Programm ‚Rosenfinger‘, mit dem etwa Gottfried Benn arbeitet (Vgl. Theweleit: Buch der Könige, S. 73–96. Die Rosenfinger gehören Herta Benn, geb. v. Wedemeier, und bringen 200 Silben/Min. zu Papier), und das unter wechselnden Namen die Dualität männlich-gleichgeschlechtlicher Textproduktion (paradigmatisch: Eckermann/Goethe) in die heterosexuelle Triade Mann-Frau-Typewriter überführt. (Kittler: Grammophon – Film – Typewriter. S. 312–320, ders.: Aufschreibesysteme. S. 203–210, 355–377) Dr. phil. Marie Günther funktioniert besser als Korrekturprograınm und Korrektiv, das vor spekulativen Höhenflügen warnt, und den Textproduzenten ‚mehr als einmal‘ dazu bringt, ‚Textabschnitte, in die er verliebt war, die aber einer strengen Beurteilung nicht standhielten, wieder zu streichen.‘“[16] Dazu passt die Aussage von Rudolf Kaehr: „Günther was never a name in the singular, they had always been called The Günthers: Gotthard and Marie.“[17]
- Bekannt ist, dass sich Marie Günther-Hendel auch nach dem Tod ihres Mannes noch aktiv um seinen Nachlass und dessen Publizierung gekümmert hat.[18] Ob sie sich aus diesem Grund öfter in Deutschland aufgehalten hat, ist nicht bekannt, ebenso wenig ihr Sterbeort. Sie wurde (wie zuvor schon ihr Mann) auf dem dem Ohlsdorfer Friedhof benachbarten Jüdischen Friedhof Ohlsdorf in Hamburg beigesetzt.[19]

### Hellmut Schneider
Auch über Hellmut Schneider gibt es einen detaillierten Personalbogen in der Archivdatenbank der Bibliothek für Bildungsgeschichtliche Forschung.
Geboren wurde er am 19. August 1900 in Berlin als Sohn des praktischen Arztes Dr. med. Ernst Schneider. Die Religionszugehörigkeit ist auf dem Personalbogen nur schwer entzifferbar und von daher nicht eindeutig zu bestimmen.
Hellmut Schneider legte am 27. Oktober 1917 am König-Wilhelms-Gymnasium zu Magdeburg die Reifeprüfung ab und studierte zwischen 1917 und 1924, unterbrochen von einem Studienaufenthalt in München 1921/1922, in Göttingen. Hier legte er am 24./25. Juni 1925 die Lehramtsprüfung für Mathematik, Biologie und Physik ab. Eine Erweiterungsprüfung, ebenfalls in Göttingen, folgte am 5. November 1925, die er mit dem Gesamtprädikat „genügend“ bestand.
Am 1. Oktober 1925 begann Schneider seinen Vorbereitungsdienst (Referendariat) in Magdeburg, den er am 20. September 1927 mit der Note „genügend“ beendete. Seit dem 18. April 1928 war er jedoch nicht mehr in Magdeburg tätig, sondern in Quedlinburg. Hier erhielt er ab dem 1. Oktober 1929 auch eine feste Anstellung im höheren Schuldienst Preußens.
Für den 1. Dezember 1933 ist als letzter Eintrag im Personalbogen vermerkt: „Ruhestand (B.B.G.)“. Diese Abkürzung steht für das Gesetz zur Wiederherstellung des Berufsbeamtentums und bedeutete Berufsverbot für jüdische und politisch missliebige Beamte.
Wie oben schon erwähnt, nimmt Hanna Bergas für sich in Anspruch, Hellmut Schneider und Marie Günther miteinander bekannt gemacht zu haben. Unter welchen Umständen dies geschah, ist nicht belegt.

## Lage und Gebäude der Schule
Die Schule, zuletzt bestehend aus drei Häusern, lag in 1480 Meter Höhe oberhalb von Lana (Fraktion Pawigl) in der Nähe der Bergstation der Vigiljochbahn (Lage) und war durch keine Autostraße mit der Außenwelt verbunden. Man „musste mit der ‚funivia‘ runter fahren – es gab keine Straße, nur einen kurvenreichen Weg, für den man ein paar Stunden Fußmarsch für den Auf- und Abstieg benötigte“.

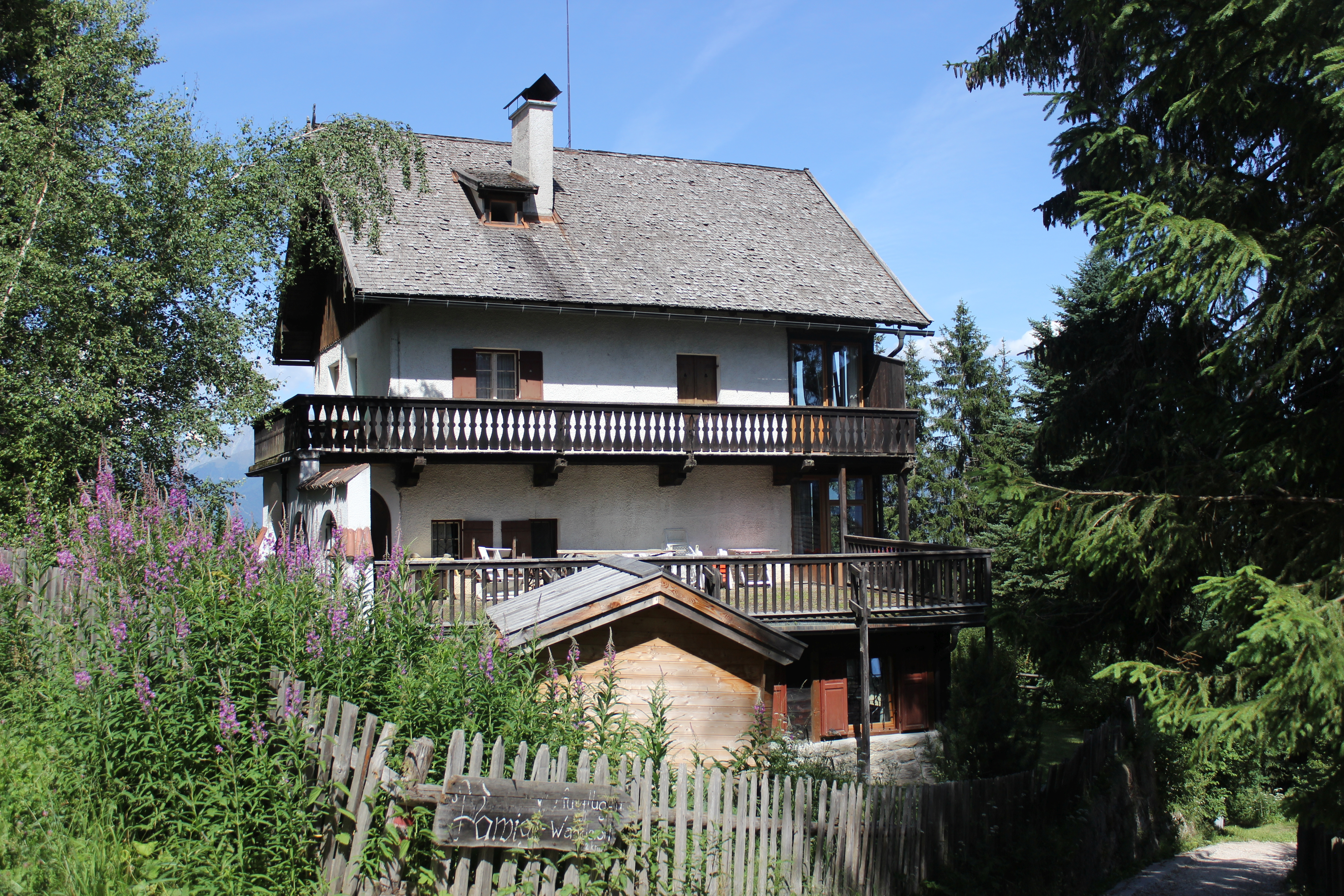
Das ehemalige Haus Frank

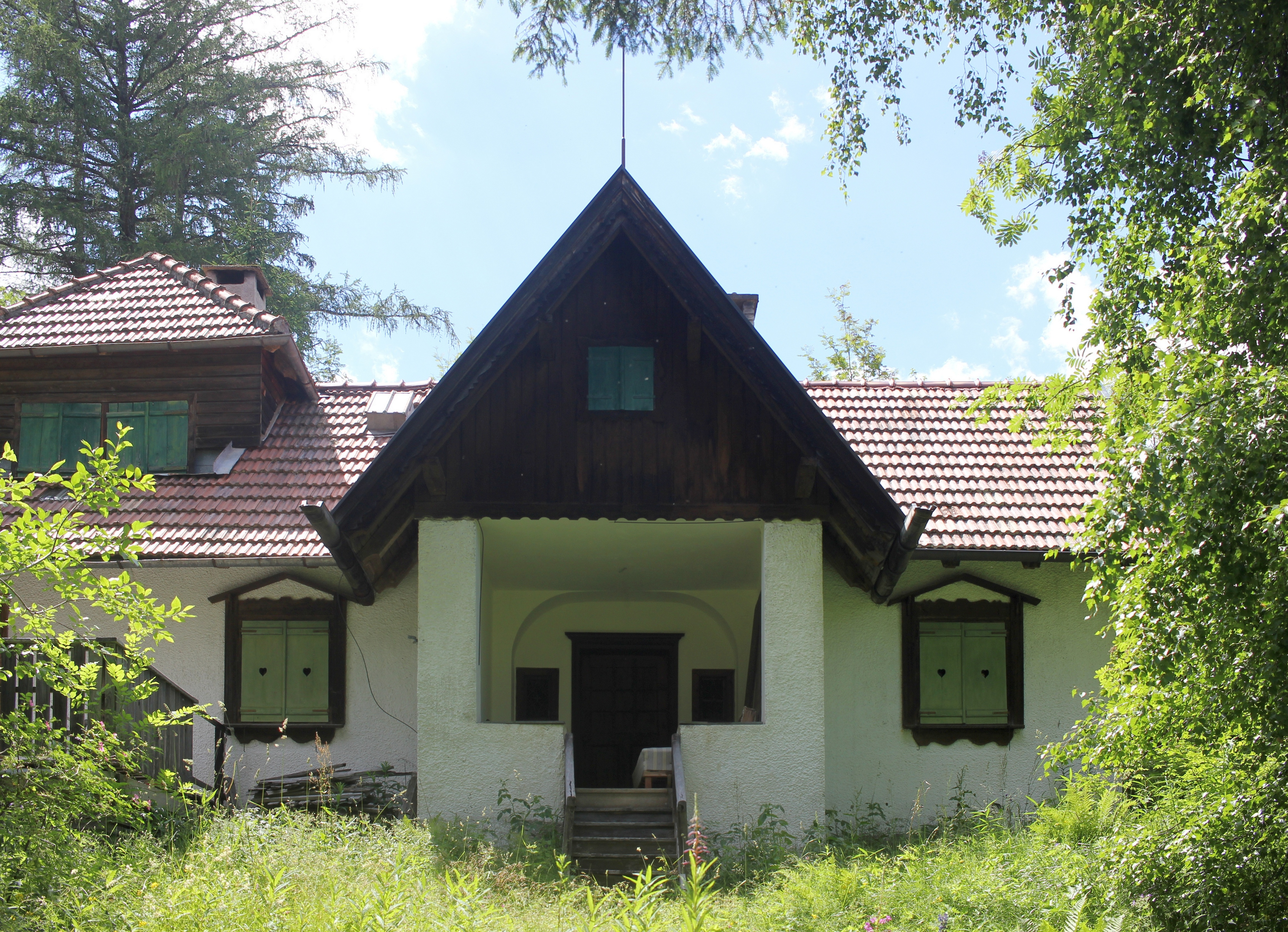
Eingang zum Haus Singer

Hanna Bergas vermittelt einen guten Überblick über die von der Schule gemieteten Häuser:

“To begin with, a few words about the unique location of Schulheim Vigiljoch. lt was situated on one of the mountain terraces 1400 meters above the valley of the river Etsch (since 1918 officially called the Alto Adige) with a sweeping view into the valley and across to the opposite mountain ranges. Inhabitants of the cities of Bozen (Bolzano) and Meran(o) had their summer houses there. The first house occupied by the school was such a summer villa, a rather large one, standing on a corner-like protrusion with a spectacular view in three directions. The typical alpine wooden balcony ran around the second floor, and a shorter, loggia-like open area was in front of the main room of the top floor. Later, as the school grew, two other summer houses, smaller than the first, were rented in addition. One became the quarters for the bigger boys, the other for the older girls. The living-dining room in the Frank house (the doctor from whom the first house was rented was named Frank; he also became the school's physician) served also as a classroom. So, gradually, did the grown-ups rooms in the Zuegg and Singer houses. This could be done because the classes were small.”

„Zunächst einmal ein paar Worte über die einzigartige Lage des Schulheims Vigiljoch. Es lag auf einer der Bergterrassen, 1400 Meter über dem Tal der Etsch (seit 1918 offiziell Alto Adige genannt) mit einem weitläufigen Blick ins Tal und hinüber zu den gegenüberliegenden Bergketten. Die Einwohner der Städte Bozen (Bolzano) und Meran(o) hatten dort ihre Sommerhäuser. Das erste Haus, das von der Schule belegt wurde, war so eine Sommervilla, eine ziemlich große, die auf einem eckigen Vorsprung stand, mit einer spektakulären Aussicht in drei Richtungen. Der typische alpine Holzbalkon lief um den zweiten Stock, und eine kürzere, loggiaähnliche Freifläche war vor dem Hauptraum der obersten Etage. Später, als die Schule wuchs, wurden noch zwei weitere Sommerhäuser, kleiner als das erste, angemietet. Eines wurde das Quartier für die größeren Jungen, das andere das für die älteren Mädchen. Das Wohn-Esszimmer im Frank-Haus (der Arzt, von dem das erste Haus gemietet worden war, hieß Frank; er wurde auch der Arzt der Schule) diente auch als Klassenzimmer. So geschah es allmählich auch mit den Erwachsenen-Zimmern im Zuegg- und Singer-Haus. Dies war möglich, weil die Klassen klein waren.“

Zwei dieser Häuser, das Haus Frank, Pawigl 39 (Lage), und das Haus Singer, Pawigl 40 (Lage), existieren noch, während das Haus Zuegg, Pawigl 58 (Lage), bereits 1939 als „demoliert“ bezeichnet wurde. Über diese Häuser heißt es in den Bozner Nachrichten vom 4. September 1912 aus Anlass der Eröffnung der Vigiljoch-Bahn: „Rundherum wachsen reizende Sommerhäuschen, halb versteckt zwischen schlanken Lärchen, aus dem Boden – die neue Villenkolonie 'St. Vigil am Joch'.“
Die beiden noch bestehenden Häuser wurden 2007 unter Ensembleschutz gestellt.

## Schulischer Alltag
Die Schülerinnen und Schüler, deren Anzahl nie größer als 35 war, wurden von sieben bis acht Lehrerinnen und Lehrern unterrichtet, darunter ab 1937 auch Wolfgang Wasow, der zuvor am Landschulheim Florenz gearbeitet hatte, sowie die Musikpädagogin Eva Berg, Magda Elias, Luise Frankenstein und 1935/36 Eva Seligmann. Ab Ende 1937 hat auch Hanna Bergas am Vigiljoch unterrichtet, die hier bereits 1936 zusammen mit einer Schülerin der Bunce Court School einen Urlaub verbracht hatte. Nach der Schließung der Schule ging sie wieder nach England zurück und gehörte ab Dezember 1938 zur Gruppe der Bunce-Court-Belegschaft, die sich um die Kindertransporte kümmerte. Sie blieb Lehrerin an der Bunce Court School bis zu deren Schließung 1948. Danach ging sie in die USA. Im zeitigen Frühjahr 1938 kam dann auch noch Gabriele Wasow, Wolfgang Wasows Frau, auf das Vigiljoch und unterrichtete eine Gruppe jüngerer Schüler.

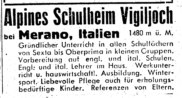
Werbeinserat von 1936

In einer Anzeige in der CV-Zeitung vom 20. August 1936 stellt sich die Schule so vor:
„Alpines Schulheim Vigiljoch bei Merano, Italien 1480 m ü. M.
Gründlicher Unterricht in allen Schulfächern von Sexta bis Oberprima in kleinen Gruppen. Vorbereitung auf engl. und ital. Schulen. Engl. und ital. Lehrer im Haus. Werkunterricht u. hauswirtschaftl. Ausbildung. Wintersport. Liebevolle Pflege auch für erholungsbedürftige Kinder. Referenzen von Eltern.“
Aus einem Prospekt der Schule werden die Kosten benannt, für die die Eltern aufzukommen hatten: „Der Monatspreis beträgt 900 L. (z. Z. etwa 120 RM.), für zwei Geschwister 1650 L. und ist monatlich vorauszuzahlen. Er umfasst Pension und Unterricht (Klavier- und Geigenunterricht wird besonders berechnet) sowie Reinigung und Instandhaltung der Wäsche. In das Schulgeld nicht eingeschlossen sind Ausgaben für persönliche Anschaffungen, für Lehrmittel, für Exkursionen, sowie für ärztliche Behandlung. Für die regelmäßige ärztliche Überwachung werden Lire 5.- monatlich berechnet.“
Das Alter der Schülerinnen und Schüler reichte vom Grundschulalter bis zur gymnasialen Oberstufe. Moderne Sprachen bildeten einen Unterrichtsschwerpunkt, und es gab einen italienischen Lehrer für den Italienischunterricht. Letzteres war vor allem auch den politischen Verhältnissen geschuldet, wie Hanna Bergas berichtet:

“In the beginning, all teaching, except modern languages, was done in German. After a while, when it became ever more evident that none of these children would return to live in Germany, it became advisable that they should learn the language of the host-country more systematically than just in occasional shopping situations. A young Italian teacher was engaged; he lived in the boys' house and took some educational responsibilities over there. He also had free time to pursue his own studies. A young woman took over the instruction and housemotherlng of the younger boys and girls. A carpenter came up from the valley one whole day a week to do woodwork with different groups of students. A violin teacher from Meran came for a few hours a week, and Helmut taught those who played the piano.”

„Zu Beginn wurde jeder Unterricht, außer dem in den modernen Sprachen, auf Deutsch gehalten. Nach einer Weile, als es immer deutlicher wurde, dass keines dieser Kinder wieder in Deutschland leben würde, wurde es ratsam, dass sie die Sprache des Gastlandes systematischer als nur in gelegentlichen Einkaufssituationen lernen sollten. Ein junger italienischer Lehrer wurde eingestellt; er lebte im Haus der Jungen und nahm dort pädagogische Aufgaben wahr. Er hatte auch freie Zeit, sein eigenes Studium zu verfolgen. Eine junge Frau übernahm die Anleitung und die Rolle der Hausmutter für die jüngeren Kinder. Ein Tischler kam für einen ganzen Tag in der Woche aus dem Tal, um Holzarbeiten mit verschiedenen Schülergruppen zu machen. Ein Geigenlehrer aus Meran kam für ein paar Stunden pro Woche, und Helmut [Schneider] unterrichtete diejenigen, die Klavier spielen konnten.“

Neben dieser für Landschulheimen typischen Pflege der musischen und handwerklichen Tätigkeiten bestanden auch vielfältige Möglichkeiten, Angebote zu nutzen, die sich aus der näheren und weiteren Umgebung ergaben: Wandern, Bergsteigen, Skilaufen und Ausflüge nach Verona oder Venedig. Und auch eine andere an Landschulheimen oft gepflegte Tradition, der wöchentliche Jour fixe, gehörte zum Repertoire des Alpinen Schulheims:

“Friday evenings were observed as festive gatherings with varying programs; preferably it was music or reading aloud. A small group came together for simple religious rites; the same was true for the Jewish holidıys. Extra stimulation was brought in when a visitor (there were plenty of then) spoke about an interesting topic, or brought his or her string instrument so that we could have a string und piano chambermusic evening. Of the play performances I remember specially vividly scenes from G.B. Shaw's Saint Joan, guest Annemarie as a passionate Stogumber in it; Goldoni's Locandiera; and two acts from Mozart's Figaro in two successive years, in which a sixteen year old girl who, until then was full of "Schlager", sang a most lovely Susanna, and confessed that her preparation for this performance meant a musical revelation to her.”

„Der Freitagabend wurden als festliche Versammlungen mit verschiedenen Programmen eingehalten; vorzugsweise mit Musik oder lautem Vorlesen. Eine kleine Gruppe kam zu einfachen religiösen Riten zusammen; das gleiche galt an den jüdischen Feiertagen. Zusätzliche Anregung gab es, wenn ein Besucher (es gab viel davon) über ein interessantes Thema sprach oder sein Streichinstrument mitbrachte, so dass wir einen Kammermusikabend mit Streichinstrument und Klavier haben konnten. Von den Theateraufführungen erinnere ich mich an besonders lebendige Szenen aus G.B. Shaws Die heilige Johanna, darin als Gast Annemarie als leidenschaftlicher Stogumber; Goldonis Locandiera; und zwei Akte aus Mozarts Figaro in zwei aufeinanderfolgenden Jahren, in denen ein sechzehnjähriges Mädchen, das bis dahin voll von "Schlagern" war, eine sehr schöne Susanna sang und bekannte, dass ihre Vorbereitung auf diese Aufführung eine musikalische Offenbarung für sie bedeutet habe.“

Die Schule bot unterschiedliche Ausbildungsgänge an: einen, der sich am Lehrplan der höheren deutschen Schulen orientierte (mit verstärktem Fremdsprachenangebot), einen, der auf den Abschluss an einer italienischen Mittelschule vorbereitete, un deinen dritten, der zu einer englischen Abschlussprüfung befähigte.
Wolfgang Wasow, der 1937 vom Landschulheim Florenz ans Alpine Schulheim Vigiljoch kam, zog einen sehr positiven Vergleich: „Bei meiner Ankunft war ich beeindruckt, wie viel besser es in dieser Schule war als in Florenz. Die beiden Direktoren, Hellmut Schneider und Maria Günther, die von Hana Bergas unterstützt wurden, zeigten mir, welchen Unterschied ein gutes Lehrer-Team machen kann. Während die Gefühle der Schüler des Landschulheims Florenz über diese Schule sehr gemischt waren, liebten die Jungen und Mädchen auf dem Vigiljoch – die über den selben Hintergrund verfügten – den Platz, praktisch ohne Ausnahme. Es stimmt, es war eine kleinere Gruppe als in Florenz, aber es hätte auf beiden Seiten funktionieren können.“

## Das Ende der Schule
Während im Laufe des Hitlerbesuchs in Rom im Mai 1938 viele Lehrer des Landschulheims Florenz verhaftet worden waren, blieb dieses Schicksal der Belegschaft am Vigiljoch erspart. Lediglich Hellmut Schneider musste sich jeden Tag auf der Polizeistation in Lana melden. In dieser Phase der sich verschärfenden politischen Lage in Italien besuchte während einer Italienreise vom 10. Juli bis 13. August 1938 Michael Trede zusammen mit seiner Mutter das Alpine Schulheim am Vigiljoch, wo seine Mutter ihn offenbar seine weitere Schulzeit fern von Deutschland verbringen lassen wollte. Doch dazu kam es nicht mehr, wie Trede schreibt: "Die beiden Schulleiter hatten selber bereits Vorbereitungen für eine weitere Flucht, diesmal nach England, eingeleitet. Dort gab es in Kent ein Landschulheim für Flüchtlingskinder, in welchem sie ihre Arbeit fortsetzen wollten. […] Und während man meiner Mutter von Italien abriet, versprach die liebenswürdige Hanna Bergas sich für meine Aufnahme in dieser englischen Schule einzusetzen." Hanna Bergas hielt Wort: Am 27. Dezember 1938 traf bei den Tredes ein Brief von der New Herrlingen School (Bunce Court School) ein, in dem Michael Tredes Aufnahme in die Schule bestätigt wurde.
Hanna Bergas beschreibt die Aktivitäten, die von der Schule nach dem Hitlerbesuch und der Verabschiedung des italienischen Rassengesetzes am 1. September 1938 gestartet wurden, um die Kinder vor der absehbaren Gefahr in Sicherheit zu bringen. Problematisch war, dass viele Eltern der Kinder vollauf damit beschäftigt waren ihre eigene Emigration vorzubereiten oder in einem Aufnahmeland sich zu etablieren, während sie dabei ihre Kinder im Alpinen Landheim noch in Sicherheit wähnten. Doch bis Ende 1938 sei für alle Kinder eine Lösung gefunden worden, teils bei den eigenen Eltern, teils bei Verwandten oder auch an Schulen in anderen Ländern. Die Bunce Court School, an die auch Bergas mit Unterstützung von Anna Essinger zurückkehrte, nahm fünf Kinder auf. Essinger hatte ihr mitgeteilt, sie habe „noch aus früheren Jahren eine Erlaubnis für eine Erwerbstätigkeit in Großbritannien. Nun, durch die Flut von Immigranten, würden solche Permits nur an Haushaltshilfen vergeben. Später, wenn Helmut auch noch kommen wolle, würde es auch einen Platz für ihn geben; aber er müsste bloß für seinen Unterhalt arbeiten, da er kein Permit für Erwerbstätige hätte. Das waren wertvolle Angebote, die wir mit tiefer Dankbarkeit akzeptierten.“ Hanna Bergas reiste im Spätherbst 1938 mit fünf Kindern des Schulheims nach England, und Hellmut Schneider folgte im Mai 1939, nachdem seine Einreiseerlaubnis geklärt war. Er musste, da Frankreich keine Transitvisa mehr ausstellte, per Schiff über Gibraltar nach England reisen. Für Schneider verlief diese Übersiedelung offenbar nicht ganz so glatt. Leslie Baruch Brent berichtet, dass er einen Nervenzusammenbruch erlitten habe und sich bei Gartenarbeiten in Bunce Court erst langsam habe erholen müssen, gehandicapt auch durch die fehlende offizielle Arbeitserlaubnis.
Nach dem Krieg und dem Ende der Bunce Court School lebten er und Hanna Bergas in Mountain View in Kalifornien.
Dem Alpinen Schulheim wurde im Schulmuseum Bozen ein eigener Ausstellungsraum mit historischen Fotografien gewidmet.